# Воронцова, Ирина Ивановна
Графиня Ирина (Арина) Ивановна Воронцова, урожденная Измайлова (1768 — 1848) — мать первого графа Воронцова-Дашкова; племянница знаменитого знатока искусств князя Н. Б. Юсупова. Владелица дворца на Фонтанке и устроительница особняка на Дворцовой набережной.

## Биография
Старшая дочь сенатора Ивана Михайловича Измайлова (1724—1787) от брака его с княжной Александрой Борисовной Юсуповой (1744—1791). Лишившись отца, вместе с сестрой Евдокией (1780—1850; известной под именем «princesse Nocturne») воспитывалась в доме бездетного дяди своего — сенатора М. М. Измайлова, давшего племянницам прекрасное образование и богатое приданое. По отзыву современницы, Ирина Ивановна была хорошо воспитана, имела изящные манеры, но совсем непривлекательную внешность. 

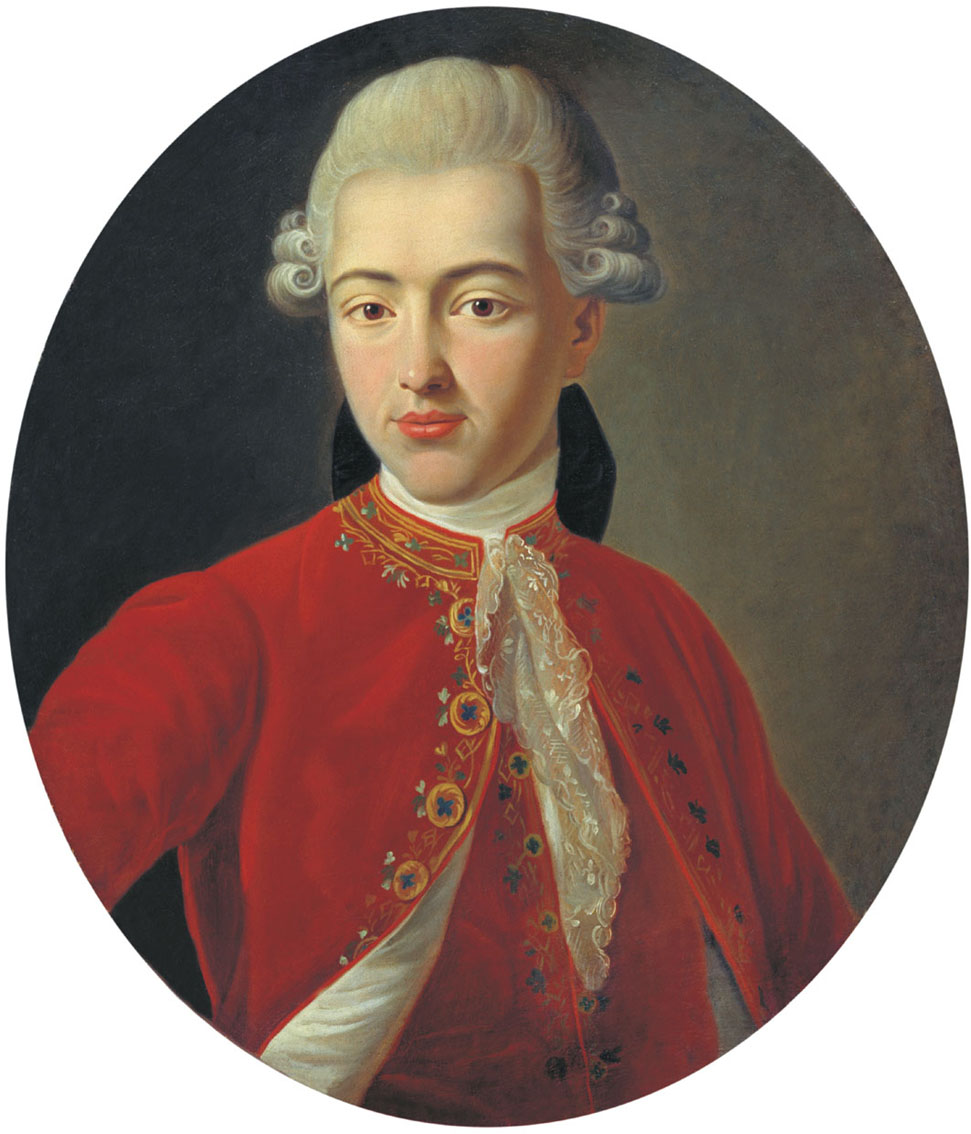
Илларион Воронцов, муж

26 октября 1787 года она стала женой камер-юнкера графа Иллариона Ивановича Воронцова (1760—1790). Венчание было в Петербурге в соборе Св. Исаакия Далматского. 
Брак оказался недолгим. Муж скончался в год рождения их единственного сына Ивана. Овдовев, графиня Воронцова ухала за границу, где из-за здоровья сына провела несколько лет. Сначала они жили в Париже, а потом много путешествовали по Италии. 
По словам А. Я. Булгакова, Воронцова была милой и доброй женщиной и во время своего пребывания в Неаполе пользовалась особенной симпатией у местных дам. Она первая из знатных русских путешественниц, которые вообще избегали знаться с иностранцами, завела знакомства с итальянским обществом, так что, после  отъезда графини, «все итальянки по ней плакали». 
Вернувшись в Россию, графиня Воронцова занималась устройством имущественных дел своего сына и, благодаря умелому управлению, способствовала увеличению его состояния. По утверждению князя П. В. Долгорукова, в основу происхождения огромного богатства Воронцовых легло ростовщичество и «торговля белыми рабами». Во время войны России против Наполеона, графиня Воронцова покупала земли, населенные крепостными, продавала всех здоровых мужчин правительству в рекруты, получая вознаграждение в несколько сот рублей, а затем продавала эти земли без здоровых крестьян. 

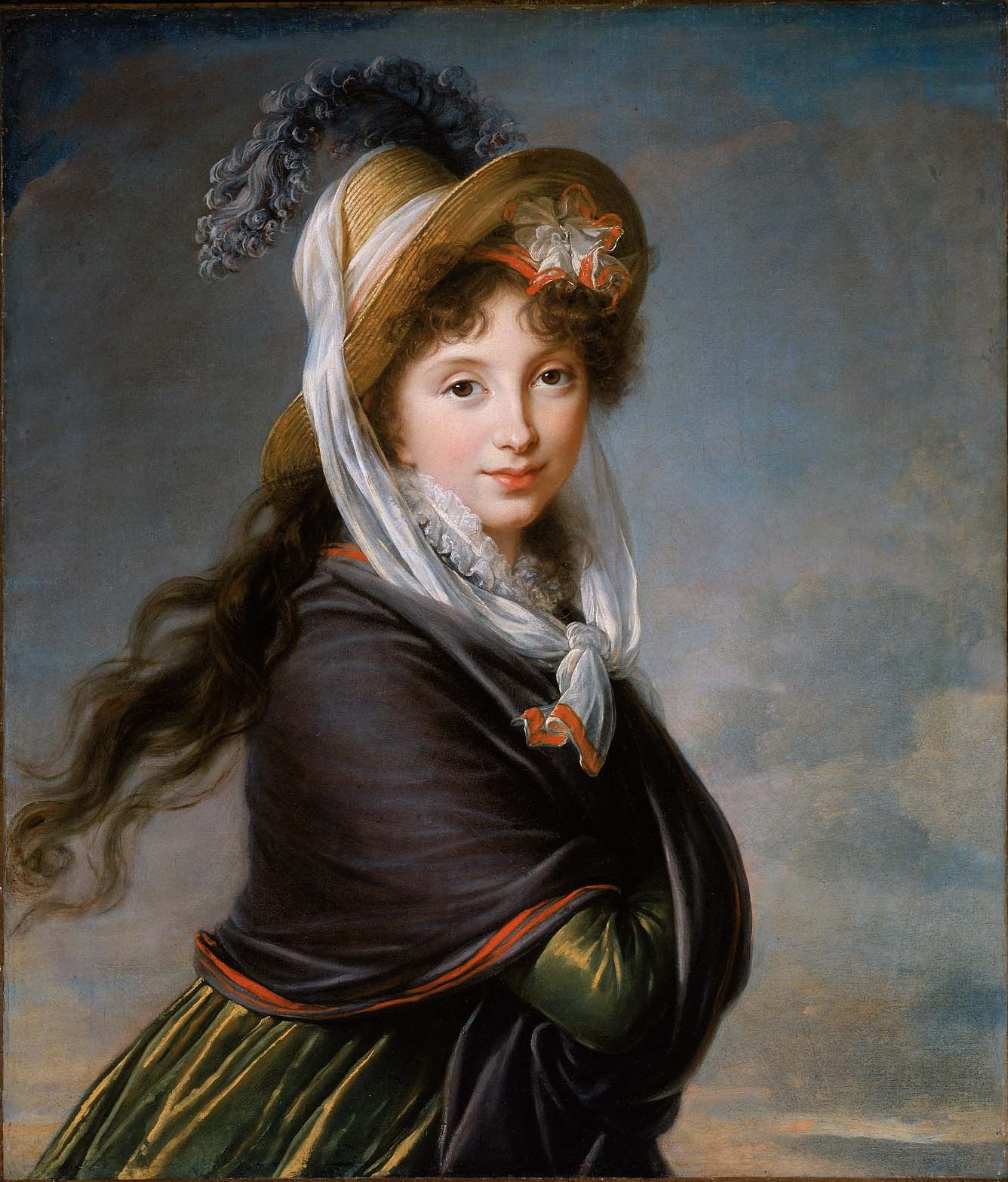
На портрете Виже-Лебрён из Бостонского музея

В 1807 году с соизволения императора Александра I Ирина Ивановна приняла (за своего ещё несовершеннолетнего сына) предложение княгини Е. Р. Дашковой присоединить к своей фамилии фамилию Дашковых и именоваться впредь графом Воронцовым-Дашковым. Благодаря этому после смерти княгини Дашковой в 1810 году Иван Илларионович получил и большую часть её наследственных имений.
В обществе графиня Воронцова имела репутацию женщины спокойной, практичной и уравновешенной, очень любезной и крайне приятной в обращении. Свой новый дом на Дворцовой наб., 30 она устроила в стиле лучших английских домов и, по словам Марты Вильмот, управляла им самым либеральным и элегантным образом. «Дом Воронцовой – идеал чистоты, комфорта и достатка, каждый вечер она принимает гостей, она очень уважаемая женщина, но, — замечала англичанка, — в ней есть какая-то расчетливость, которая вызывает неприязнь даже к её вниманию и доброте». 

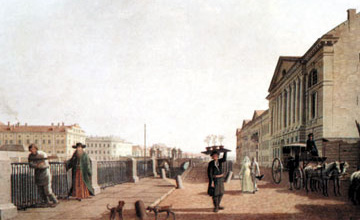
Дворец Воронцовой на Фонтанке (справа) на рисунке Б. Патерсена

В период службы сына в ведомстве иностранных дел, графиня Воронцова сопровождала его в служебных назначениях. Жила с ним в Вене, Лондоне, Мюнхене, во Флоренции и Турине. После его женитьбы в 1834 году, она отдала молодожёнам дом на Дворцовой наб.,  сама же переехала в нижний этаж дома, где жила отдельно. По воспоминаниям М. Д. Бутурлина, в последние годы своей жизни «крепко оглохшая старуха Воронцова была известна своей скупостью, она принимала только близких ей знакомых, и то только по утрам, и не являлась на балы и обеды сына». Скончалась в октябре 1848 года от холеры и была похоронена рядом с мужем на церкви Св. Духа в Александро-Невской лавре.